# Frank Magri
Frank Magri (Agen, Francia, 4 de septiembre de 1999) es un futbolista camerunés que juega en la posición de delantero con el Toulouse F. C. de la Ligue 1.

## Selección nacional
Nació en Francia de padre francés y madre camerunesa, por lo que tiene ambas nacionalidades. Decidió representar a Camerún para los partidos amistosos de octubre de 2023 ante Rusia y Senegal. Su primer gol internacional lo anotó el 17 de noviembre de 2023 en la victoria por 3-0 sobre Mauricio en un partido amistoso en Duala.
A finales de año fue convocado para jugar en la Copa Africana de Naciones 2023 donde anotó un gol en el empate 1-1 ante Guinea en Yamoussoukro.

## Clubes
| Título             | Club    | País      |
| ------------------ | ------- | --------- |
| Angers S. C. O. II | Francia | 2017-2022 |
| S. C. Bastia       | Francia | 2022-2023 |
| Toulouse F. C.     | Francia | 2023-     |